# Stephen Newbold
Stephen Newbold (5 agosto 1994) è un velocista bahamense.

## Palmarès
| Anno | Manifestazione          | Sede           | Evento            | Risultato | Prestazione | Note |
| ---- | ----------------------- | -------------- | ----------------- | --------- | ----------- | ---- |
| 2010 | Mondiali juniores       | Moncton        | 200 m piani       | Batteria  | 50"62       |      |
| 2011 | Mondiali allievi        | Lilla          | 200 m piani       | Oro       | 20"89       |      |
| 2011 | Mondiali allievi        | Lilla          | Staffetta svedese | 5º        | 1'52"51     |      |
| 2012 | Mondiali juniores       | Barcellona     | 4x100 m           | 6º        | 39"74       |      |
| 2012 | Mondiali juniores       | Barcellona     | 4x400 m           | Batteria  | 3'08"96     |      |
| 2014 | World Relays            | Nassau         | 4×100 m           | Batteria  | dq          |      |
| 2016 | Giochi olimpici         | Rio de Janeiro | 4×400 m           | Bronzo    | 2'58"49     |      |
| 2018 | Giochi del Commonwealth | Gold Coast     | 4×400 m           | Argento   | 3'01"92     |      |
| 2018 | Giochi CAC              | Barranquilla   | 4x400 m           | 5º        | 3'07"31     |      |
| 2019 | World Relays            | Yokohama       | 4×200 m           | Finale    | dq          |      |